# 貝弗利鎮區 (伊利諾伊州亞當斯縣)
貝弗利鎮區（英語：Beverly Township）是位於美國伊利諾伊州亞當斯縣的一個行政鎮區。

## 地方資料
根據2010年美國人口普查的數據，貝弗利鎮區的面積為95.00平方千米，當中陸地面積為94.80平方千米，而水域面積為0.20平方千米。當地共有人口390人，而人口密度為每平方千米4人。